# Sandra Glover
Sandra Glover, född 30 december 1968, är en amerikansk friidrottare (häcklöppare). Glover har varit aktiv friidrottare sedan 1990-talets början men första gången hon representerade USA vid ett mästerskap var vid VM i Sevilia 1999 då hon slutade femma. I Edmonton två år senare blev hon sist i finalen. Vid OS i Sydney åkte hon ut i semifinalen. Vid VM i Paris 2003 lyckades Glover bli tvåa efter Australiens Jana Pittman och två år senare i Helsingfors blev hon bronsmedaljör. Trots ett nytt personligt rekord i finalen på 53,32 rådde hon inte på världsrekordinnehavaren Julija Petjonkina som vann överlägset.